# Hartă de zgomot
Harta de zgomot este o reprezentare grafică a distribuirii nivelului sunetului într-o regiune anume, pentru o perioadă de timp bine definită.

## Introducere
În domeniul protecției mediului administrarea zgomotului ambiental joacă un rol din ce în ce mai important: de la evaluarea și măsurarea nivelurilor și rezolvarea plângerilor la cartografierea acustică, de la zonarea acustică la limitarea valorilor de emisie. Realizarea hărților de zgomot este una din metodele moderne de evaluare a poluării acustice urbane.
O hartă de zgomot este harta unei aglomerări urbane sau a unei zone geografice colorată în conformitate cu nivelul de zgomot. 

## Scop
Hărțile de zgomot au ca scop evidențierea zonelor locuite unde nivelul de zgomot se ridică peste anumite limite impuse de legislație și astfel folosește la elaborarea de planuri de acțiune de protecție a locuitorilor împotriva expunerii și reducere a nivelurilor de zgomot.
Hărțile de zgomot sunt create pe bază de date de intrare care sunt apoi procesate cu ajutorul PC cu software specializat. 
Aplicațiile software țin cont de obstacolele din zona respectivă care pot fi bariere, forma și caracteristicile acustice ale terenului, condiții meteo și altele. Pentru minimizarea erorilor date de precizia datelor statistice de intrare și pentru urmărirea implementării eventualelor măsuri de reducere se efectuează și măsurători de zgomot utilizând aparatură specifică (sonometre) sau echipamente de monitorizare a zgomotului. 
În Uniunea Europeană există Directiva 49/2002 care stabilește o bază comună pentru evaluarea și combaterea zgomotului ambiental în țările UE. 
Directiva stabilește cadrul general pe baza căruia se creează hărțile de zgomot iar statele membre pot stabili individual limite admisibile ale nivelurilor de zgomot. În urma evaluării rezultatelor cartografierii acustice Directiva impune ca acolo unde se descoperă depășiri ale nivelurilor limită menționate mai sus, autoritățile responsabile să ia măsuri de reducere a emisiei.

## Hărți de zgomot în România
În conformitate cu EU END 49/2002 preluată în România prin HG321/2005, în România s-au realizat hărțile de zgomot pentru următoarele orașe cu peste 250.000 locuitori:
- București
- Ploiesti Arhivat în 15 mai 2010, la Wayback Machine.
- Cluj-Napoca[nefuncțională]
- Craiova Arhivat în 26 septembrie 2009, la Wayback Machine.
- Galați Arhivat în 22 august 2013, la Wayback Machine.